# Lasius himalayanus
Lasius himalayanus es una especie de hormiga del género Lasius, tribu, Lasiini, orden Hymenoptera. Fue descrita por Bingham en 1903.

## Distribución
Se distribuye por China, India, Irán, Pakistán e Italia.

## Hábitat
Se ha encontrado en árboles a elevaciones de 1219-3000 metros.